# Odyssey Marine Exploration
Odyssey Marine Exploration (en castellano Odisea, exploración marina) es una empresa estadounidense con sede en Tampa (Estado de Florida), presidida y cofundada en 1994 por Greg Stemm y dedicada a la explotación de los restos de hundimientos de barcos bien sea vendiendo los barcos de recuperación de dichos restos. Para realizar su actividad, en cualquier parte del mundo, utiliza recursos de la tecnología más moderna. Entre los descubrimientos de Odyssey figura el punto de naufragio del buque estadounidense SS Republic hundido por un huracán frente a las costas de Georgia en 1865. En 2003 de él se recuperaron más de 50.000 monedas y 14.000 artefactos a 1.700 pies de profundidad que reportaron grandes beneficios a la compañía. Odyssey cotiza en la bolsa de Nueva York desde 2003 (identificándose con el símbolo 'OMEX' del NASDAQ).

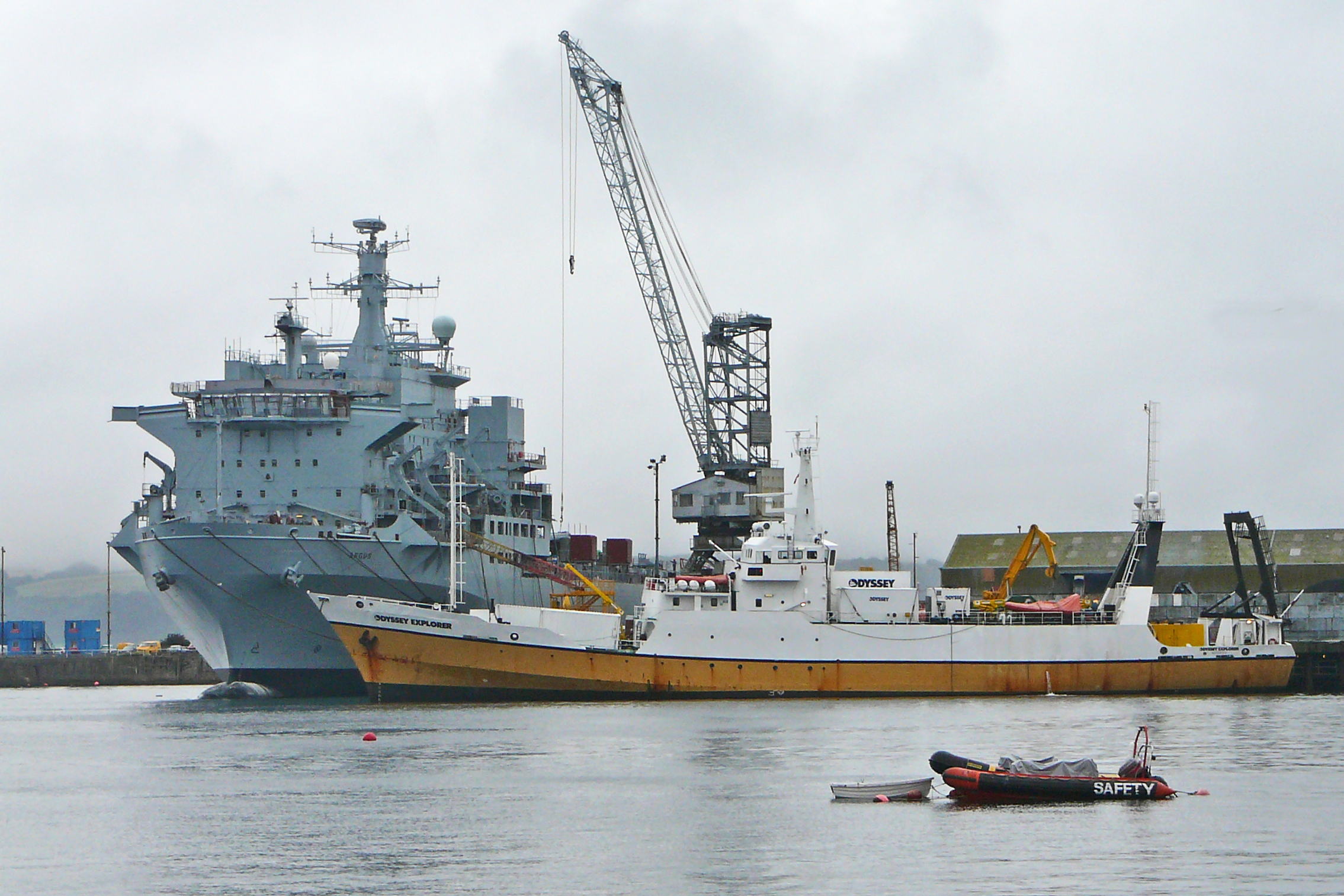
El Odyssey Explorer es el buque insignia de Odisea Exploración Marina.

En mayo de 2007 los intereses de la empresa Odyssey protagonizaron un fuerte desencuentro con el Gobierno y la sociedad española. Odyssey anunció el 18 de mayo el descubrimiento de un importante tesoro, una vez este, se encontraba en suelo de los Estados Unidos, a donde fue transportado con un Boeing 757 desde Gibraltar dos días antes. El anuncio propició que por orden del juzgado de La Línea de la Concepción (Cádiz) fueran abordados los buques Ocean Alert (12 de julio de 2007) y el Odyssey Explorer (su buque insignia, con bandera de Bahamas), en octubre de 2007, por las fuerzas de la Guardia Civil del mar. El apresamiento del Odyssey Explorer fue cubierto por varios periodistas (británicos, alemanes, estadounidenses y uno español) que se encontraban a bordo del buque a la espera del abordaje. Odyssey ya había desalojado en junio de 2007 el sofisticado robot submarino ROV Zeus de 8 toneladas de peso y capaz de sumergirse a 2500 metros de profundidad.
Otro caso tiene su protagonismo a 12 millas de la costa del Estado de Carolina del Norte, al sur de Virginia. La hipótesis más fiable por ahora es que el barco en el que Odyssey ha encontrado algunos lingotes de plata, oro, esmeraldas y reales de a ocho españoles es El Salvador, un buque mercante perdido en 1750 tras un huracán que azotó las costas de Carolina del Norte. Este hallazgo recibe el nombre codificado de Firefly (luciérnaga).
Finalmente un nuevo caso se sitúa en la República Dominicana de la mano de la empresa cazatesoros Marine Explorations Inc. Esta vez el objetivo declarado es la carga del galeón español Nuestra Señora de la Concepción que naufragó a causa de un huracán en 1641. Sin embargo, Odyssey en su página web, publicita entre sus proyectos uno llamado Concepción.

## HMS Sussex (1693)
Entre 1998 y 2001, Odyssey Marine Exploration buscó el HMS Sussex. El barco se hundió en una tormenta en 1694, cuando durante la Guerra de la Gran Alianza transportaba 10 toneladas de monedas de oro para comprar la lealtad del duque de Saboya, Víctor Amadeo II, en contra de Francia. 
En octubre de 2002, Odissey acordó con el gobierno británico una fórmula para el reparto del posible botín. Odyssey pretendía obtener el 80 por ciento si las ganancias eran de hasta 45 millones, el 50 por ciento de los 45 millones de dólares si eran de 500 millones de dólares o bien el 40 por ciento si las ganancias se situaban por encima de 500 millones de dólares. El gobierno británico obtenía el resto. 
La empresa se dispuso a iniciar la excavación en 2003, pero fue retrasado en medio de una serie de denuncias de las organizaciones arqueológicas, entre ellas el Consejo Británico de Arqueología (CBA), el Instituto de Arqueólogos del Reino Unido o Rescate (Rescue), denunciándola como un peligroso precedente para el "saqueo" de naufragios por parte de empresas privadas bajo la égida de la investigación arqueológica. Existe también una moción que fue firmada por 60 parlamentarios británicos que condena la caza del tesoro.
Así cuando Odyssey estaba a punto de comenzar una excavación, fue detenida por las autoridades españolas, en particular por la Junta de Andalucía en enero de 2006. A principios de junio de 2006, Odissey proporcionó aclaraciones sobre todos los puntos al Ministerio de Relaciones Exteriores del Reino de España a través de las oficinas de la embajada del Reino Unido. 
En marzo de 2007, el acuerdo entre los dos gobiernos, británico y español, permitió iniciar la excavación mediante la cual se había de comprobar que el naufragio correspondía en efecto al Sussex y no a un galeón español.

## N.ª S.ª de las Mercedes

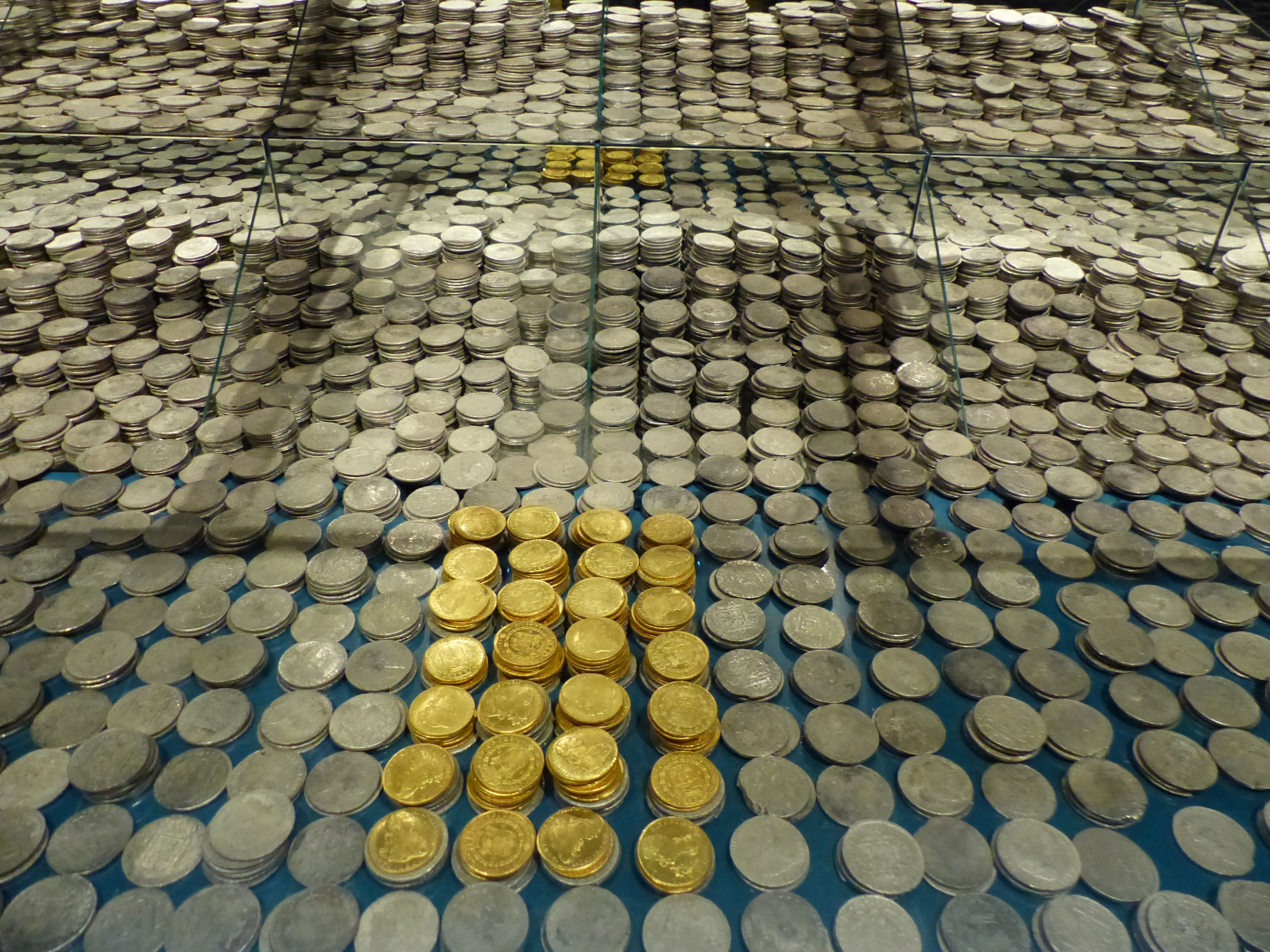
Parte de las monedas encontradas en los restos de la fragata Nuestra Señora de las Mercedes

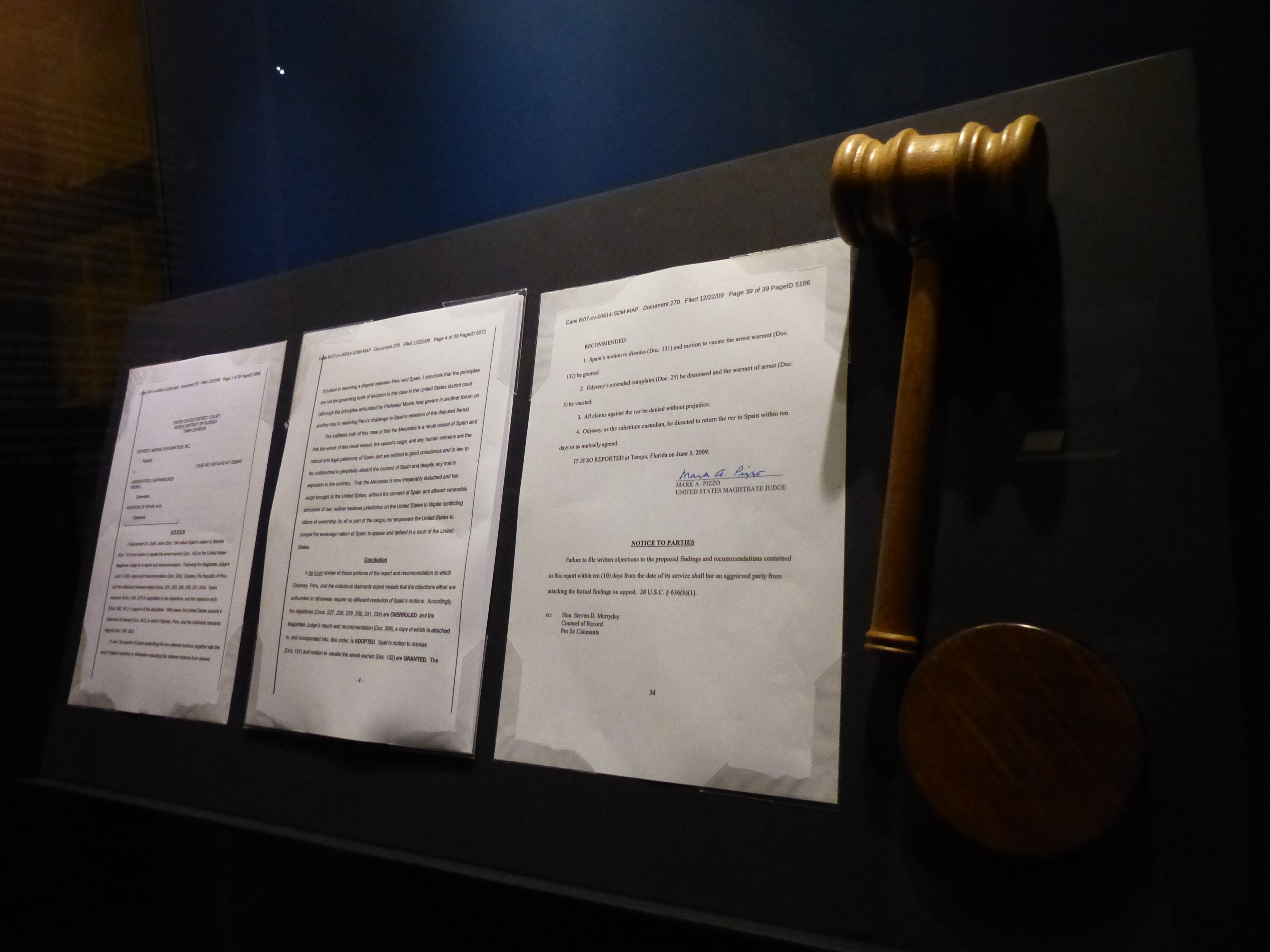
Fallo judicial a favor de España en Tampa Florida en el año 2009

En mayo de 2007 la empresa cazatesoros estadounidense anunció el descubrimiento de un gran tesoro con el nombre codificado "cisne negro" (Black Swan Project).
El denominado "cisne negro" resultó ser el pecio de La Mercedes, con un cargamento de 595.000 monedas compuestas por escudos y reales de a ocho españoles y otros objetos (17 toneladas de oro, las menos, y de plata, las más), acuñadas en Potosí, Lima, Popayán y Santiago de Chile a finales del siglo XVIII. El buque Nuestra Señora de las Mercedes (1786) acompañado en ese momento por tres fragatas (La Clara, La Medea y La Fama) fue hundido por los ingleses en su viaje de Montevideo a Cádiz el 5 de octubre de 1804 en la Batalla del Cabo de Santa María.
El litigio por la propiedad del cargamento se inició el 29 de mayo de 2007. James Goold fue el abogado del Estado español.
Cronología (2007):
- El 18 de mayo: Odyssey Marine Exploration anuncia haber encontrado el mayor tesoro submarino de la Historia.
- El 19 de mayo: Cultura abre una investigación por el posible delito de expolio, ya que la compañía se niega a facilitar la nacionalidad del buque, el lugar del hallazgo y la procedencia y características de las 17 toneladas de monedas.
- El 23 de mayo: Reino Unido asegura que el barco encontrado no es el HMS Sussex, que la compañía estaba buscando.
- El 31 de mayo: España presenta una demanda ante el tribunal federal de Tampa contra la empresa Odyssey Marine Exploration en la que alega que el barco es propiedad del patrimonio español.
- El 5 de junio: Un juez de Cádiz dicta una orden de apresamiento contra los dos buques (Odyssey Explorer y Ocean Alert), que tiene la empresa atracados en el puerto de Gibraltar, para registrarlos.
- El 27 de junio: Cultura reconoce que el tesoro fue hallado en aguas internacionales pero mantiene la hipótesis de que el pecio es de bandera española.
- El 12 de julio: La Guardia Civil apresa en aguas españolas el Ocean Alert para registrarlo.
- El 7 de agosto: Odyssey Marine Exploration presenta una moción contra España en un juzgado de Florida y solicita una indemnización por obstrucción de sus operaciones y daños.

El 4 de mayo de 2009 el juez Mark Pizzo del Tribunal del Distrito de Tampa dictaminó que Odyssey debía devolver el tesoro a España. El 23 de diciembre de 2009 el juez Steven D. Merryday, del distrito federal de Tampa, dictaminó en el mismo sentido y el 21 de septiembre de 2011 el Tribunal de Apelación de Atlanta ratificó la decisión. En febrero de 2012 el juez Clarence Thomas, del Tribunal Supremo de los Estados Unidos, denegó la petición de Odyssey de suspender la entrega de las monedas. Finalmente, el jueves 23 de febrero de 2012 las monedas fueron trasladadas a la Base de las Fuerzas Aéreas de MacDill y desde allí dos aviones Hércules transportaron la carga -el viernes 24 de febrero de 2012- con destino a la Base Aérea de Torrejón de Ardoz (13:50 horas -hora peninsular- del sábado 25 de febrero de 2012). Los contenedores fueron depositados en la sede de la Secretaría de Estado de Cultura, en Madrid. Falta por esclarecer el destino de 59 objetos y 18 cañones (5 de bronce y 13 de hierro) supuestamente guardados en Gibraltar.
El juez de Tampa (Florida-Estados Unidos), Mark Pizzo, que instruyó la demanda interpuesta por el gobierno español contra la empresa cazatesoros Odyssey y que obligó a la empresa estadounidense a devolver a España el tesoro que transportaba la fragata Nuestra Señora de las Mercedes, ordenó el martes 20 de marzo de 2012 la entrega inmediata a España de los objetos que aún permanecían en Gibraltar, advirtiendo que, de no hacerlo la empresa podría incurrir en un delito de desacato civil. En junio de 2012 Odyssey hizo entrega a España de parte del tesoro que mantenía en Gibraltar, entre las dudas sobre los objetos que la empresa aún custodia en la colonia británica.
Además, en octubre de 2013, por orden judicial, Odyssey pagó un millón de dólares (717.000 Euros) al Estado español que corresponden aproximadamente a 1/3 de los 3,2 millones de dólares (2,3 millones de Euros) que en abril de 2012 la administración española reclamó ante los tribunales por los costes judiciales.

## Críticas
Además de las críticas generadas en España, donde la empresa estadounidense se enfrentó a la acción de la justicia, cabe destacar las de Pilar Luna, subdirectora de Arqueología Subacuática del Instituto Nacional de Antropología e Historia de México, que denunció que Odyssey había presentado al menos dos propuestas para rastrear el golfo de México en busca de navíos españoles como Nuestra Señora del Juncal perdida en 1631.
Las actividades pasadas de Odyssey Marine Exploration han sido objeto de controversia y fuertemente criticadas por organizaciones como la Unesco, mientras el acuerdo británico por el reparto del cargamento del Sussex con Odyssey y las propias actividades de la empresa han sido fuertemente criticadas por organizaciones como el Consejo Británico de Arqueología (CBA), el Instituto de Arqueólogos del Reino Unido y Rescue calificándose como "saqueo" de naufragios por parte de empresas privadas bajo el pretexto de una supuesta investigación arqueológica. Existe también una moción que fue firmada por más de 60 miembros del Parlamento Británico condenando el salvamento del HMS Sussex en busca del tesoro.
Las críticas también se han extendido a Estados Unidos a raíz de los documentales de Odyssey, emitidos en enero de 2009 en Discovery Channel, por parte de la revista Archaeology, del Archaeological Institute of America.

## Dificultades financieras
El precio de la acción de Odyssey cayó por debajo de la barrera psicológica de un dólar en 2014 y llegaron a descender hasta 0,25 dólares en 2015.
En diciembre de 2015 Odyssey vendió parte de sus activos a una sociedad denominada Monaco Financials por 21 millones de dólares. Este capital le permitió reembolsar in extremis una deuda bancaria de 11,7 millones. Los activos vendidos incluyeron la sede de la empresa en Florida, el 50% del negocio minero submarino Neptune Minerals y un reparto de los beneficios provenientes de rescates futuros de pecios. El consejero delegado, Mark Gordon, afirmó que la empresa prevé centrarse en lo sucesivo en torno a la minería submarina, si bien la caza de tesoros seguirá formando parte de sus actividades.